# Кейзесское сельское поселение
Кейзесское се́льское поселе́ние — муниципальное образование в Седельниковском районе Омской области Российской Федерации.
Административный центр — село Кейзес.

## История
Статус и границы сельского поселения установлены Законом Омской области от 30 июля 2004 года № 548-ОЗ «О границах и статусе муниципальных образований Омской области».

## Население
| 2010  | 2011  | 2012  | 2013  | 2014  | 2015  | 2016  |
| ----- | ----- | ----- | ----- | ----- | ----- | ----- |
| 1212  | ↘1211 | ↘1186 | ↘1167 | ↘1108 | ↘1077 | ↘1055 |
| 2017  | 2018  | 2019  | 2020  | 2021  | 2023  |       |
| ↘1047 | ↘1037 | ↘1014 | ↘1012 | ↘848  | ↘816  |       |

### Гендерный состав
По данным Всероссийской переписи населения 2010 года в гендерной структуре населения из 1212 человек мужчин — 582, женщин — 630 (48,0 и 52,0 % соответственно).

## Состав сельского поселения
| № | Населённый пункт | Тип населённого пункта       | Население |
| - | ---------------- | ---------------------------- | --------- |
| 1 | Кейзес           | село, административный центр | ↗939      |
| 2 | Лебединка        | деревня                      | ↘273      |